# Christian Karembeu
Christian Lali Karembeu (født 3. december 1970 i Ny Kaledonien) er en fransk tidligere fodboldspiller, der spillede som midtbanespiller hos adskillige europæiske klubber, blandt andet Real Madrid, Middlesbrough og Olympiakos. Han spillede desuden på Frankrigs landshold, som han blev både verdensmester og europamester med.

## Klubkarriere
Karembeu startede sin seniorkarriere i 1990 i den franske storklub FC Nantes, hvor han spillede sine første fem professionelle år, inden han i 1995 skrev kontrakt med italienske Sampdoria. Her spillede han med klubben i Serie A de følgende to sæsoner, inden han i 1997 skiftede til spanske Real Madrid.
I Madrid-klubben var Karembeu tilknyttet i tre år, der skulle vise sig særdeles succesfulde. Holdet vandt Champions League i både 1998 og 2000, efter finalesejre over henholdsvis Juventus og Valencia CF. I 1998 vandt man desuden Intercontinental Cup.
Karembeu flyttede i 2000 til England, hvor han skrev kontrakt med Premier League-klubben Middlesbrough F.C. Opholdet her var dog ingen større succes, og allerede året efter skiftede han til græske Olympiakos. Her spillede franskmanden frem til 2004, og var med til at vinde det græske mesterskab i både 2003 og 2004. Han sluttede sin karriere med korte ophold hos Servette FC og SC Bastia i sit hjemland. 

## Landshold
Karembeu nåede gennem sin karriere at spille 53 kampe for det franske landshold, som han debuterede for i et opgør mod Finland den 14. november 1992. Han var med til adskillige slutrunder for sit land, blandt andet VM i 1998 og EM i 2000, hvor holdet blev henholdsvis verdens- og europamester.
Karembeu spillede sin sidste landskamp i 2002, året efter at han havde sikret sig sin tredje titel med landsholdet, da holdet vandt Confederations Cup.

## Titler på klubplan
Ligue 1
- 1995 med FC Nantes

UEFA Champions League
- 1998 og 2000 med Real Madrid C.F.

Intercontinental Cup
- 1998 med Real Madrid C.F.

Græsk Liga
- 2003 og 2004 med Olympiakos

## Titler på landsholdsplan
VM i fodbold
- 1998 med Frankrig

EM i fodbold
- 2000 med Frankrig

Confederations Cup
- 2001 med Frankrig